# Aedes grjebinei
Aedes grjebinei är en tvåvingeart som beskrevs av Hamon och Taufflieb 1957. Aedes grjebinei ingår i släktet Aedes och familjen stickmyggor. Inga underarter finns listade i Catalogue of Life.